# Zelotes tetramamillatus
Zelotes tetramamillatus är en spindelart som först beskrevs av Lodovico di Caporiacco 1947.  Zelotes tetramamillatus ingår i släktet Zelotes och familjen plattbuksspindlar.
Artens utbredningsområde är Tanzania. Inga underarter finns listade i Catalogue of Life.